# The New Zealand Herald
The New Zealand Herald est un journal quotidien publié à Auckland en Nouvelle-Zélande. Premier journal du pays, il appartient au groupe APN News & Media. En mars 2018, son tirage est d'environ 113 752 exemplaires. Malgré son nom il est distribué principalement dans la région d'Auckland et la plupart du nord de l'île du Nord, particulièrement le Northland, le Waikato et le King Country.

## Histoire
Le Herald est fondé en 1863 par William Chisholm Wilson ; le premier numéro sort le 13 novembre. En 1876 le Herald est fusionné avec The Southern Cross d'Alfred Horton, fondé en 1843.
Les familles Wilson et Horton sont représentées dans l'entreprise jusqu'en 1996, où le Independent News & Media Group (en) de Dublin (Irlande) acquiert les actions de la famille Horton. Le journal fait aujourd'hui partie de Australian Provincial Newspapers (APN), qui fait lui-même partie de Independent News & Media.
Autrefois journal de droite (parfois surnommé « Granny Herald », ou « Mémé Herald » en français), il se tourne vers la gauche depuis l'achat d'Independent News & Media en 1996.
Son site web, nzherald.co.nz, est fondé en 1998.
En 2006, il avait un tirage d'environ 200 000 copies, en forte baisse depuis, année après année.
Parmi ses chroniqueurs les plus connus on trouve Colin James, Brian Rudman, Matt McCarten et Deborah Coddington (ces deux derniers les dimanches).